# Acartus hirtus
Acartus hirtus es una especie de escarabajo longicornio del género Acartus, tribu Acanthocinini, subfamilia Lamiinae. Fue descrita científicamente por Fåhraeus en 1872.
El período de vuelo de la especie se presenta durante los meses de noviembre y diciembre.

## Descripción
Mide 5-6,5 milímetros de longitud.

## Distribución
Se distribuye por Botsuana, Namibia, Sudáfrica, Zambia y Zimbabue.